# TWS
TWS (em hangul: 투어스; pronuncia: Tueoseu), é um grupo sul-coreano masculino formado em 2024, composta por seis membros: Shinyu, Dohoon, Youngjae, Hanjin, Jihoon e Kyungmin. Formado e administrado pela Pledis Entertainment, o grupo rotula sua música como "boyhood pop", que retrata o cotidiano dos meninos. O grupo estreou em 22 de janeiro de 2024, com o mini álbum (EP) Sparkling Blue.

## História

### Atividades de formação pré-debut
Em 7 de novembro de 2023, a Pledis Entertainment anunciou seus planos de lançar um novo grupo masculino no primeiro trimestre de 2024. Os membros foram apresentados pela primeira vez pelo membro do Seventeen, Hoshi, durante o evento SVT Caratland em 2023. Em 21 de dezembro de 2023, o nome do grupo foi revelado, TWS, com a agência explicando que o nome é derivado do slogan do grupo "vinte e quatro sete conosco", que reflete o compromisso do grupo em manter uma conexão duradoura com seus fãs.

### 2024: Estreia comSparkling Blue
O produtor e CEO da Pledis Entertainment, Han Sung-soo, liderou a produção do álbum de estreia do TWS, Sparkling Blue, que foi lançado em 22 de janeiro de 2024. Antes do lançamento do miní-álbum, o grupo lançou o single "Oh MyMy:7s". O EP foi liderado pelo single "Plot Twist", que discutia a "emoção de um primeiro encontro".
No dia 14 de fevereiro de 2024, o TWS conquistou sua primeira vitória em um programa musical, se tornando o segundo grupo masculino da 5° geração do K-Pop a conseguir esse feito mais rápido, com apenas 23 dias de estreia.

## Imagem pública
A Pledis Entertainment apresentou o grupo TWS como a "próxima geração", com o objetivo de estabelecer um novo gênero denominado "Boyhood pop".

## Integrantes
• Shinyu (hangul: 신유), nascido Shin Jung hwan (hangul: 신정환), em 7 de Novembro de 2003 (21 anos). Nasceu em Chungcheongnam, Coreia do Sul
• Dohoon (hangul: 도훈), nascido Kim Dohoon (hangul: 김도훈), em 30 de Janeiro de 2005 (19 anos). Nasceu em Seul, Coreia do Sul
• Youngjae (hangul: 영재), nascido Choi Youngjae (hangul: 조영재), em 31 de Maio de 2005 (19 anos). Nasceu em Seul, Coreia do Sul
• Hanjin (hangul: 한진), nascido Han Zhen (hangul: 한젠), em 5 de Janeiro de 2006 (18 anos). Nasceu em henan, China
• Jihoon (hangul: 지훈), nascido Han Jihoon (hangul: 한지훈), em 28 de Março de 2006 (18 anos). Nasceu em gangnamgu, Coreia do Sul
• Kyungmin (hangul: 경민), nascido Lee Kyungmin (hangul: 이경민), em 2 de Outubro de 2007 (17 anos). Nasceu em gyeonggido, Coreia do Sul

## Discografia
| Título         | Detalhes                                                                                     | Posições de pico no gráfico | Posições de pico no gráfico | Posições de pico no gráfico | Vendas                       |
| Título         | Detalhes                                                                                     | COR                         | Japão                       | Japão Quente                | Vendas                       |
| -------------- | -------------------------------------------------------------------------------------------- | --------------------------- | --------------------------- | --------------------------- | ---------------------------- |
| Sparkling Blue | - Lançado: 22 de janeiro de 2024 - Rótulo: Pledis - Formato: CD, download digital, streaming | 1                           | 3                           | 4                           | - COR: 260.007 - JPN: 17.059 |

### Músicas
| Título                                      | Ano  | Posições de pico no gráfico | Álbum          |
| Título                                      | Ano  | COR                         | Álbum          |
| ------------------------------------------- | ---- | --------------------------- | -------------- |
| "Oh mymy:7s"                                | 2024 | -                           | Sparkling Blue |
| "Plot Twist" (첫 만남은 계획대로 되지 않아) | 2024 | 105                         | Sparkling Blue |

## Videografia

### Vídeos musicais
| Título                | Ano  | Ref.  |
| --------------------- | ---- | ----- |
| "Prologue Oh Mymy:7s" | 2024 | [ 7 ] |
| "Plot Twist"          | 2024 |       |